# Partición heráldica

Particiones del escudo en heráldica.

En Heráldica se denomina partición a la división regular en diversas zonas geométricas de un campo, de un cargo o de un elemento de una partición precedente. Las zonas definidas están situadas sobre una misma cama (están reputadas "lado a lado", contrariamente a una figura, que es reputado  "ubicadas sobre/en").
Podemos distinguir dos tipos principales de particiones, las correspondientes a armas compuestas y las correspondientes a particiones geométricas (reparticiones). Estas particiones básicas se pueden combinar sin cesar, siendo cada distrito en sí mismo objeto de una nueva partición.

## Particiones regulares
El escudo puede ser dividido en muchas partes iguales, según líneas simples. Las cuatro particiones de base son: 

### Partido
|  | Partido / Parti (en francés), party per pale (en inglés): Partición vertical. Está formado por una línea vertical, dividiéndo el escudo/campo en dos partes iguales. El lado izquierdo de esta línea vertical se puede dividir por la mitad, dejando intacto el lado derecho. Ejemplo 1Partido, el primero de plata, el segundo de gules. Campo alternado correspondiente a la partición del mismo nombre. Partido de plata y de gules, que es de Halberstadt (también de Bari, y de la familia inglesa Waldegrave). Ejemplo 2Partido ondado / Parti ondé (en francés) / Party per pale wavy (en inglés) Ejemplo 3Partido vibrado / Parti vivré (en francés) / Party per pale dancetty (en inglés) Ejemplo 4Partido y medio cortado / Parti, mi-coupé (en francés) / Per pale, the sinister per fess (en inglés) |

### Cortado
|  | Cortado / Coupé (en francés) / Party per fess (en inglés): Partición horizontal en dos partes iguales. Campo alternado correspondiente a la partición del mismo nombre. Ejemplo 1Cortado de gules y de plata, que es de Soleura. Ejemplo 2Cortado y medio partido / Coupé, mi-parti (en francés) / Per fess, the base per pale (en inglés) |

### Tronchado
| | Tronchado / Tranché (en francés) / Party per bend (en inglés) |
| Partición simple por una línea oblicua que lleva del ángulo diestro (izquierdo) del jefe al ángulo siniestro (derecho) de la punta (opuesto a "tajado"). Campo alterno correspondiente a la partición del mismo nombre. - Ejemplo: "Tronchado, el primero de azur con un león coronado de oro lampasado de gules, el segundo barrado de plata y de gules, que es de Görz". |                                                               |

### Tajado
| | Tajado / Taillé (en francés) / Party per bend sinister (en inglés) |
| Partición simple por una diagonal, del ángulo siniestro del jefe al ángulo diestro de la punta (opuesto a "tronchado"). Campo alternado correspondiente a la partición del mismo nombre. - Ejemplo: Tajado de oro y azur. |                                                                    |

El origen estos 4 particiones heráldicas será la marca de los golpes recibidos en el escudo durante los combates (estas cuatro particiones de base son llamadas los cuatro golpes guerreros, aunque los nombres no corresponden al vocabulario de la esgrima medieval).
Estas particiones de base pueden combinarse hasta el infinito.

## Reparticiones regulares

### Cuartelado
| | Cuartelado / Chaussé (en francés)} / Party per cross o quarterly (en inglés) |
| Partición de un escudo por una línea horizontal y otra vertical que se cortan en el centro. Designa igualmente al campo alternado correspondiente a la partición del mismo nombre. El cuartelado es muy frecuente en las Armas compuestas. - Ejemplo: Cuartelado de oro y de gules, que es de Jaén. |                                                                              |

#### Contra-cuartelado
| | Contra-cuartelado / Contre-écartelé (en francés) |
| Nombre que toma la partición cuartelada de un cantón cuando el escudo está en sí mismo cuartelado. Que tiene cuarteles contrapuestos en metal o color - Ejemplo: Cuartelado: Oro 1) y 4) En campo de argén un león de sable, y bordura de gules, En 2) y 3) Contra-cuartelado de oro y sable, es que es la población y comuna francesa de Elnes. |                                                  |

#### Cuartelado en sotuer (aspa)
| | Cuartelado en sotuer (aspa) / Écartelé en sautoir (en francés) / Party per saltire (en inglés) |
| Partición de un escudo por el tronchado y el tajado. (Utilizado muy raramente en las armas compuestas). También llamado partido en sotuer, cuartelado en aspa, cuartelado en soter o en cruz de San Andrés. - Ejemplo: Cuartelado en sotuer (aspa) de oro y gules, de la población y comuna de Lagarrigue (Tarn), Francia |                                                                                                |

### Terciado
|                                                                        | Terciado en palo / Tiercé en pal (en francés) / Tierced per pale (en inglés) |
| Terciado en palo de oro, sable y argén, que es de Mazerolles-du-Razès. |                                                                              |

|                                                                 | Terciado en banda / Tiercé en bande (en francés) / Tierced per bend (en inglés) |
| Terciado en banda de oro, de gules y de azur, que es de Lauzun. |                                                                                 |

|                                                                       | Terciado en faja / Tiercé en fasce (en francés) / Tierced per fess (en inglés) |
| Terciado en faja de sinople, oro y gules, que es de Saint-Pé-d'Ardet. |                                                                                |

|                                                                          | Terciado en barra / Tiercé en barre (en francés) / Tierced per bend sinister (en inglés) |
| Terciado en barra de argén, sinople y sable. que es de Chapitre de Cosne |                                                                                          |

| | Terciado en perla / Tiercé en pairle (en francés) |
| Ejemplo 1Terciado en perla en 1) de azur con zarapito de Argén, en 2) de gules la cúpula del templo de Jerusalén de oro, abierta de Sable, y en 3) en campo de sinople un dolmen de plata, es que de la población y comuna francesa de Avon (Deux-Sèvres). Ejemplo 2Terciado en perla / Tiercé en pairle (en francés) / Tierced per pall (en inglés) |                                                   |

| | Terciado de perla reverso / Tiercé en pairle renversé (en francés) / Tierced per pall reversed (en inglés) |
| Terciado de perla reverso en 1) den campo de oro un halcón de argén sobre un guante del mismo color, en 2) en campo de gules dos peces de oro de espaldas, en 3) campo plano de sinople. | |

|                                                                                              | Terciado en chevrón (cabrío) / Tiercé en chevron (en francés) / Tierced per chevron (en inglés) |
| Ejemplo 1Terciado en chevrón de gules, argén y sinople Ejemplo 2Terciado en chevrón (cabrío) |                                                                                                 |

| | Terciado en chevrón reverso / Tiercé en chevron renversé (en francés) |
| Ejemplo 1Terciado en chevrón reverso de gules cargado de tres leones de oro dispuestos 2-1, de argén y de azur cargado de diez peces de oro de espalda con espalda, que es de Vavincourt. Ejemplo 2Terciado en cabrio invertido / Tiercé en chevron renversé (en francés) / Tierced per chevron reversed (en inglés) |                                                                       |

### Equipolado
| | Equipolado / Équipollé (en francés) / Chequy, checky (en inglés) |
| Cuadrados iguales que resultan de la unión de un terciado en palo y un terciado en faja. Se utiliza a veces para el escudo así dividido. "equipolado de oro y de azur, que es de Ginebra". Se comienza por enunciar el tinte del punto diestro del jefe. Para evitar toda ambigüedad se puede precisar por el mismo blasón "cinco puntos de oro equipolados con cuatro puntos de azur". |                                                                  |

### Jaquelado
| | Jaquelado / Échiqueté (en francés) / Chequy, checky (en inglés) |
| Escudo alterno, dividido por nombrosos particiones horizontales y verticales en cuadrados iguales mucho como un tablero de ajedrez. "Jaquelado de 25 piezas de gules y de plata, que es de Croacia". Se comienza por enunciar el tinte del punto diestro del jefe. Hay que mencionar el número de piezas. |                                                                 |

### Jironado
| | Jironado / Gironné (en francés) / Gyronny (en inglés) |
| Escudo alterno, dividido por los cuatro rasgos de partición simple en ocho partes triangulares teniendo una cima común en el centro del blasón. "Jironado de plata y de gules. Los ángulos al centro son siempre iguales en el Jironado. Cuando el número de divisiones (o de piezas) es diferente de ocho, se blasona: "jironado de plata y de gules de doce piezas" (Familia Didonne). El jironado de seis piezas se llama "mal jironado". Al igual que el jironado de 12 piezas, puede ser indiferentemente simétrico en vertical u horizontal. | |
| | Jironado de oro y gules, para la población y comuna francesa de Échavanne. |
| | Jironado de gules y argén de doce piezas, de la familia de Didonne. |
| | Mal jironado de argén y de sable, de la familia de Maugiron |
| | Una excepción para el jironado de 16 piezas, cuando se aplica a una cruz o un sotuer; no es la igualdad de los ángulos en el centro lo que se respeta, sino la correspondencia con los extremos de las ramas (Gaubertin). |

## Reparticiones irregulares

#### Medio partido (armas compuestas)
|  | Medio partido (en armas compuestas) / Mi-parti (en francés): Se unen dos blasones al reunir la mitad de diestra del uno con la mitad siniestra de otro. Ejemplo : Navarra-Campaña; medio partido de y de |

#### Medio partido y cortado
|                                     | Medio partido y cortado / Mi-parti, coupé (en francés) / Per fess, the chief per pale(en inglés): Partición partida en su parte superior, cuando la parte inferior está cortada. |
| - Ejemplo: Medio partido y cortado. | |

#### Cortado y medio partido
| | Cortado y medio partido / Coupé mi-parti (en francés) / Per fess, the base per pale (en inglés): Partición cortada en su parte superior, cuando la parte inferior está partida. |
| Ejemplo 1Cortado y medio partido de Argén, Gules y Oro, Argén cargado con dos gorros frígios de Gules, de la población y comuna francesa de Plomeur. Ejemplo 2Cortado y medio partido | |

#### Medio cortado y partido
|                                | Medio cortado y partido / Mi-coupé, parti (en francés) / Per pale, the dexter per fess (en inglés): Partición partida en su lado izquierdo (diestro), cuando la parte derecha (siniestra) está cortada. |
| EjemploMedio cortado y partido | |

#### Partido y medio cortado
|                                | Partido y medio cortado / Parti, mi-coupé (en francés) / Per pale, the sinister per fess (en inglés): Partición cortada en su parte superior, cuando la parte inferior está partida. |
| EjemploPartido y medio cortado | |